# Лилонгве
Лилонгве (на английски: Lilongwe) е столица на Република Малави. Разположен е в югозападната част на страната, на запад от река Малави, недалеч от границата с Мозамбик и Замбия.
Населението му наброява 597 000 жители (2003).
Градът е основан преди повече от две столетия, на брега на река Лилонгве. Скоро след основаването му става център за транспортиране на роби, като са били построени специлно за целта сгради, в които робите са били разделяни според пол и възраст преди да се изпратят към пристанищата на Индийския океан. Макар и на главен път, Лилонгве е вторият по важност град за Малави след Блантайр – така наречената „Икономическа столица“.
В началото на XX век става административен център на британските колонии, а през 1974 година е обявен за столица на Малави.
Градът е разделен на повече от 50 района включително Стария град.
След обявяването на независимостта на страната се полагат много усилия за ликвидирането на огромната безработица и здравословни проблеми сред населението. Градските власти се опасяват, че около града почти няма да останат дървета до 2015 година. Близо 20% от столичаните на Малави са болни от СПИН – това е така, защото огромен процент хора мигрират в Лилонгве от селските райони търсейки работа и по-добър живот. Според експерти, скоро Лилонгве ще стане най-големият град на Малави, надминавайки досегашния Блантайр.
В града са разположени правителствените сгради, театри, музеи и увеселителни заведения. Градът има мол – Търговски център Сити Център. Транспортът в Лилонгве се извършва от таксита и автобуси. Международното летище е Камузу.
Тук е разположен Университетът на Малави.
Официален език е английският.

## Население
| Година | Историческо население |
| ------ | --------------------- |
| 1977   | 98 718                |
| 1987   | 223 318               |
| 1998   | 435 964               |
| 2008   | 866 272               |